# Franz Paul Grua
Franz Paul Grua (auch: Francesco da Paula Pietragrua; * 1. Februar 1753 in Mannheim; † 5. Juli 1833 in München) war ein deutscher Komponist und Violinist der Klassik.

## Leben
Franz Paul Grua war ein Sohn des aus Italien stammenden Musikers Carlo Luigi Grua, der in der Mannheimer Hofkapelle wirkte und dem Sohn ersten Unterricht an Tasteninstrumenten und in Generalbasslehre gab. Komposition studierte er bei Kapellmeister Ignaz Holzbauer und Violine bei Ignaz Fränzl. Eine Studienreise führte Grua 1777 nach Bologna, zu dem bedeutenden Komponisten und Musiktheoretiker Padre Martini und zu Tommaso Traetta nach Parma. Nach seiner Rückkehr aus Italien wurden die Mannheimer- und die Münchener Hofkapellen zusammengelegt und Grua wurde Vizekapellmeister unter Andrea Bernasconi. Nach Bernasconis Tod im Jahr 1784 erhielt Grua die Stelle des Hofkapellmeisters, gleichberechtigt mit Georg Joseph Vogler, auch Abbé Vogler genannt.
Grua komponierte mehr als 200 Werke, in seinen späteren Jahren hauptsächlich Kirchenmusik, darunter 31 Messen, 3 Requiem, 3 Te Deum, Stabat Mater, 9 Tantum ergo und zahlreiche weitere Werke. Ein negatives Urteil gab Wolfgang Amadeus Mozart nach dem Besuch einer Messe ab, er schrieb im November 1780 an seinen Vater: von dieser gattung kann man leicht täglich ein halb dutzend Componieren.
1780 zu Karneval, war die Uraufführung seiner Oper Telemaco (Libretto von Zaccaria Seriman 1708–1784) im Münchner Cuvilliés-Theater.